# Bolkowa

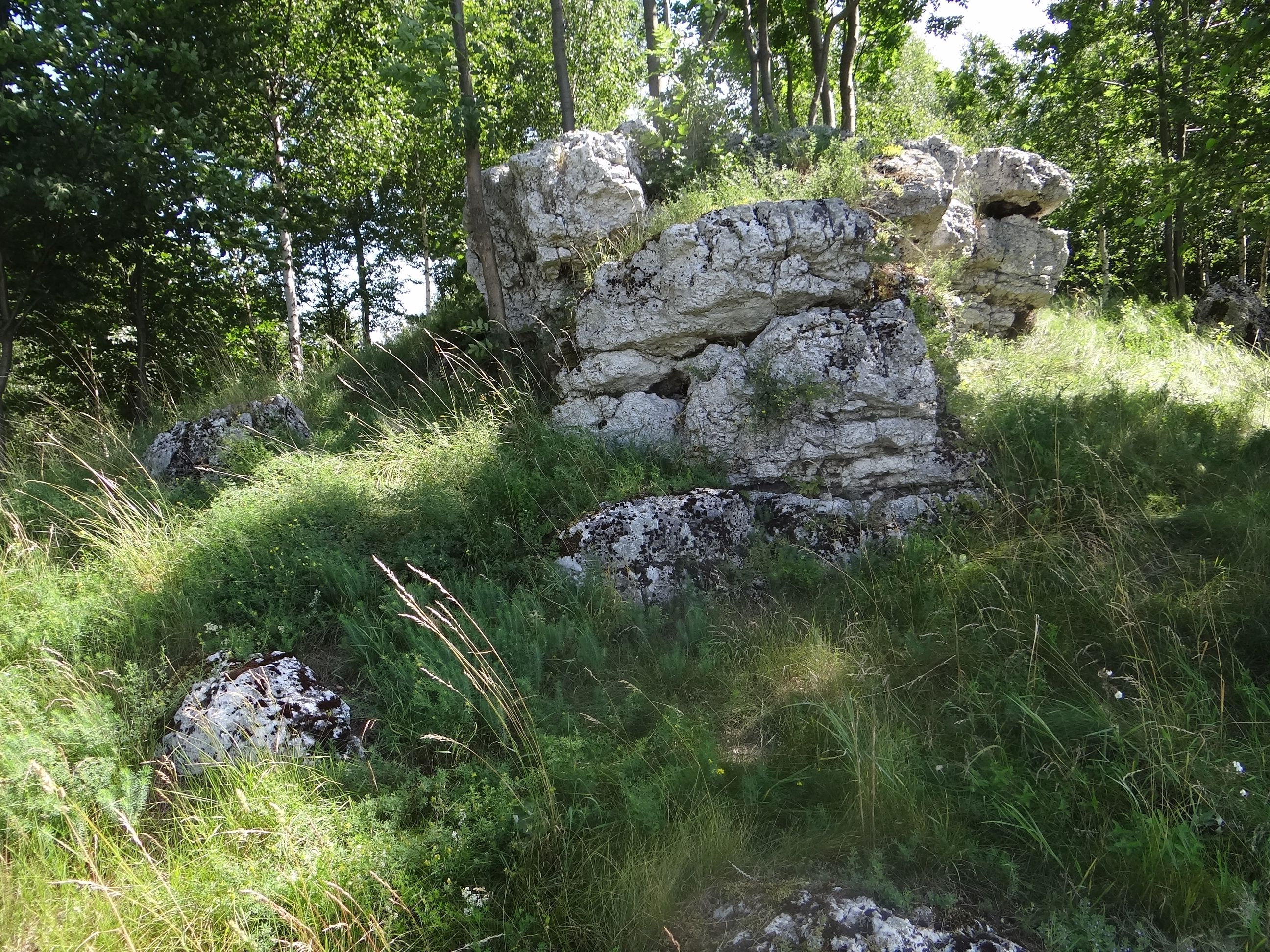
Skałki na wzgórzu Bolkowa

Bolkowa – wzgórze w miejscowości Ryczów w województwie śląskim, w powiecie zawierciańskim, w gminie Ogrodzieniec. Na mapach opisane jest jako Góra Bolkowa, bez podania wysokości. Z poziomic wynika, że ma około 427 m n.p.m. Jest to bardzo niskie wzgórze, o wysokości względnej około 10 m. Jego szczyt porasta las. Znajdują się w nim niewielkie skałki.
Pod względem geograficznym znajduje się w mikroregionie Wyżyna Ryczowska na Wyżynie Częstochowskiej będącej częścią Wyżyny Krakowsko-Częstochowskiej.